# Jorge Martins (futebolista)
Jorge Manuel Martins da Silva (Alhos Vedros, 12 de agosto de 1954) é um ex-futebolista português.

## Carreira
Sua carreira tem forte ligação com o Barreirense, onde jogou entre 1973 e 1980.
Jogaria também por Vitória de Setúbal, Benfica, Farense e Belenenses.
Martins encerrou a carreira no mesmo Vitória de Setúbal, quando estava próximo de completar 38 anos.

## Carreira internacional
Martins foi um dos três goleiros convocados para a Copa de 1986, a primeira disputada pelas Quinas desde 1966.
Mas ele, que fazia parte das convocações desde 1984, ficou somente na reserva dos lendários Manuel Bento e Vítor Damas (ambos já falecidos), não tendo nenhuma chance no Mundial, encerrado de forma precoce para Portugal após derrota para o Marrocos.